# Kurzenaltheim
Kurzenaltheim ist ein Gemeindeteil der Gemeinde Meinheim im Landkreis Weißenburg-Gunzenhausen (Mittelfranken, Bayern). Die Gemarkung Kurzenaltheim hat eine Fläche von 3,853 km². Sie ist in 479 Flurstücke aufgeteilt, die eine durchschnittliche Flurstücksfläche von 8044,51 m² haben.

## Geografische Lage und Verkehr
Das Pfarrdorf liegt, von Feldern und Wiesen umgeben, am Rand des Hahnenkamms knapp zwei Kilometer westlich von Meinheim. Der Meinheimer Mühlbach, ein rechter Zufluss der Altmühl, fließt hindurch. Rund zwei Kilometer nordnordwestlich befindet sich der Gelbe Berg (628 m ü. NHN). Gemeindeverbindungsstraßen führen nach Meinheim zur Kreisstraße WUG 34, nach Wolfsbronn ebenfalls zur WUG 34 und zur Staatsstraße 2384 beim Gelben Berg.

## Geschichte
Im Geographischen statistisch-topographischen Lexikon von Franken (1800) wird der Ort folgendermaßen beschrieben: „evangelischlutherisches Pfarrdorf, zwey Stunden von der Reichsstadt Weissenburg in dem Ansbachischen Oberamte Hohentrüdingen mit 33 dahin gehörigen Unterthanen.“
Mit dem Gemeindeedikt (frühes 19. Jahrhundert) entstand die Ruralgemeinde Kurzenaltheim. Im Zuge der Gebietsreform in Bayern wurde diese am 1. Mai 1978 nach Meinheim eingemeindet.

### Baudenkmäler
- St. Margaretha (Kurzenaltheim)

### Einwohnerentwicklung
| Jahr          | 1900 | 1925 | 1950 | 1987 |
| Einwohnerzahl | 233  | 193  | 276  | 166  |

## Natur

### Steinerne Rinne bei Kurzenaltheim
Westlich von Kurzenaltheim befindet sich eine etwa 30 Meter lange und bis zu 10 Zentimeter hohe Steinerne Rinne. Sie ist im Wesentlichen eingetieft und durch menschliche Eingriffe in ihrer natürlichen Entwicklung gestört. Das zum Wachstum notwendige Moos fehlt größtenteils. An der Rinne vorbei führen die Wanderwege Frankenweg und Altmühltal-Panoramaweg. Die Rinne ist Bestandteil des FFH-Gebietes Trauf der südlichen Frankenalb.
Im Januar 2018 wurde die Steinerne Rinne vandaliert. Auf einer Länge von etwa 15 Metern wurde die Kalktuffrinne abgebrochen und abtransportiert. An vielen Stellen ist sie nun leck. Es wurde versucht, den Naturfrevel mit einer notdürftigen "Reparatur" zu verschleiern.

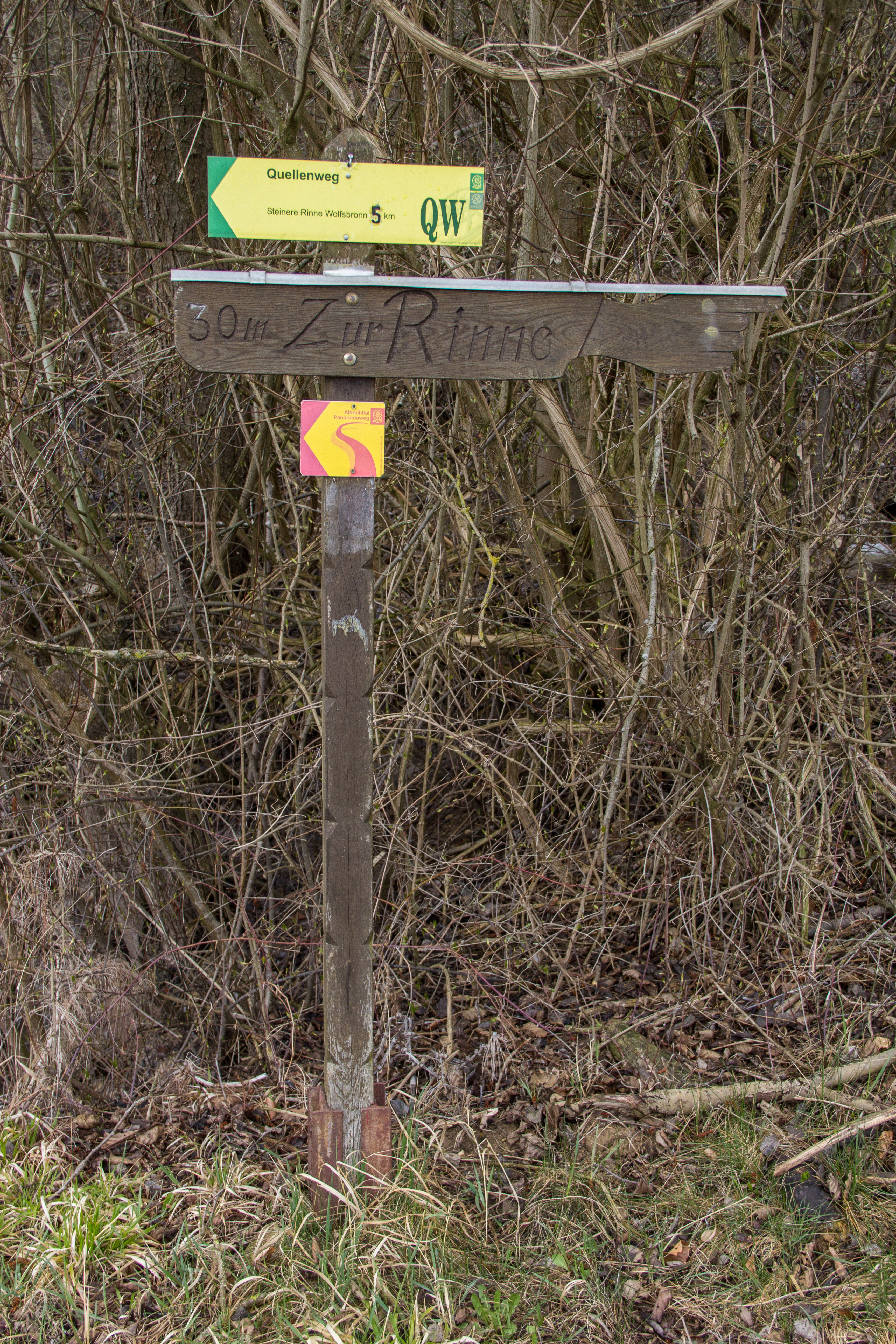
Wanderweg nahe der Rinne
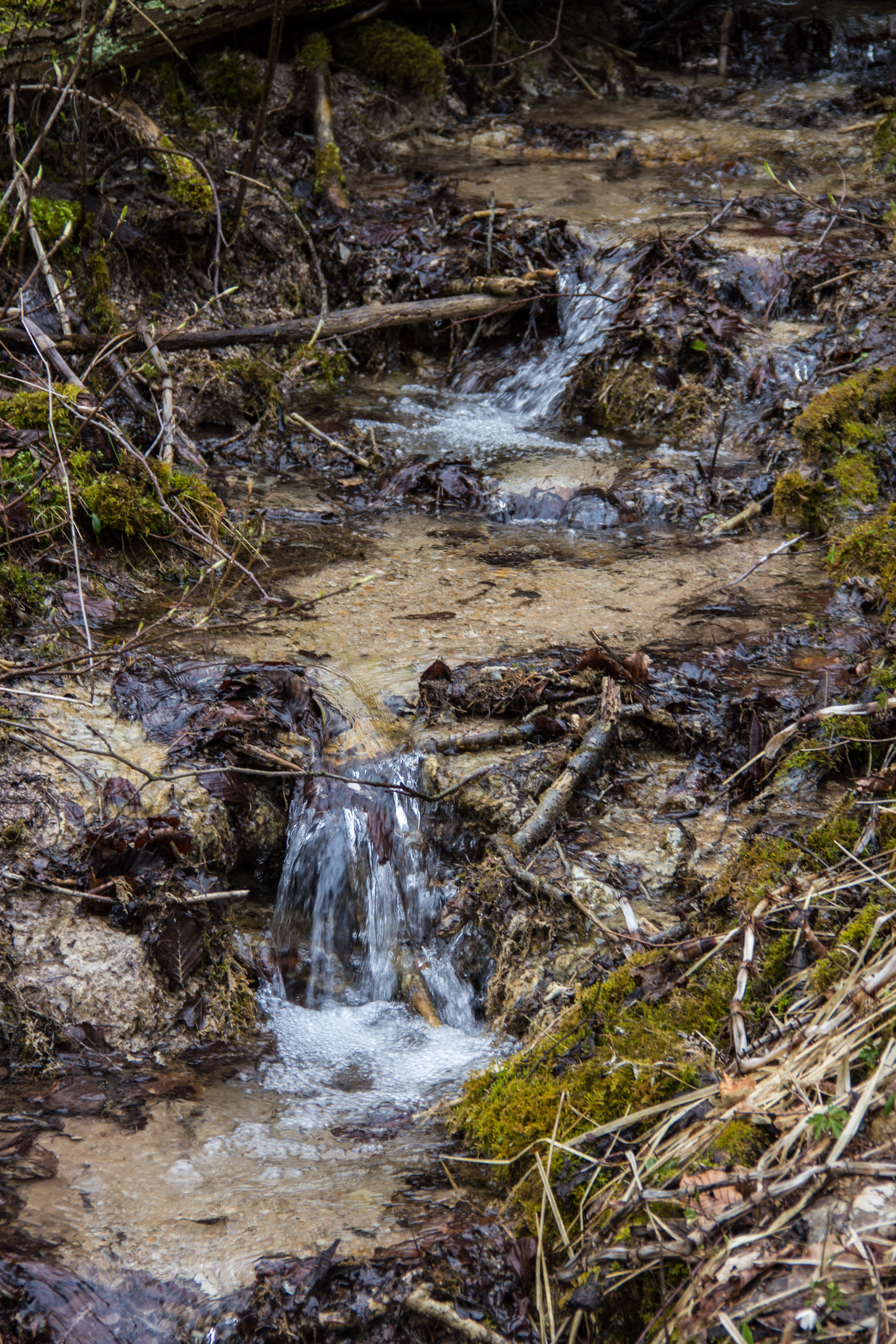
Sinterterrassen im Auslauf
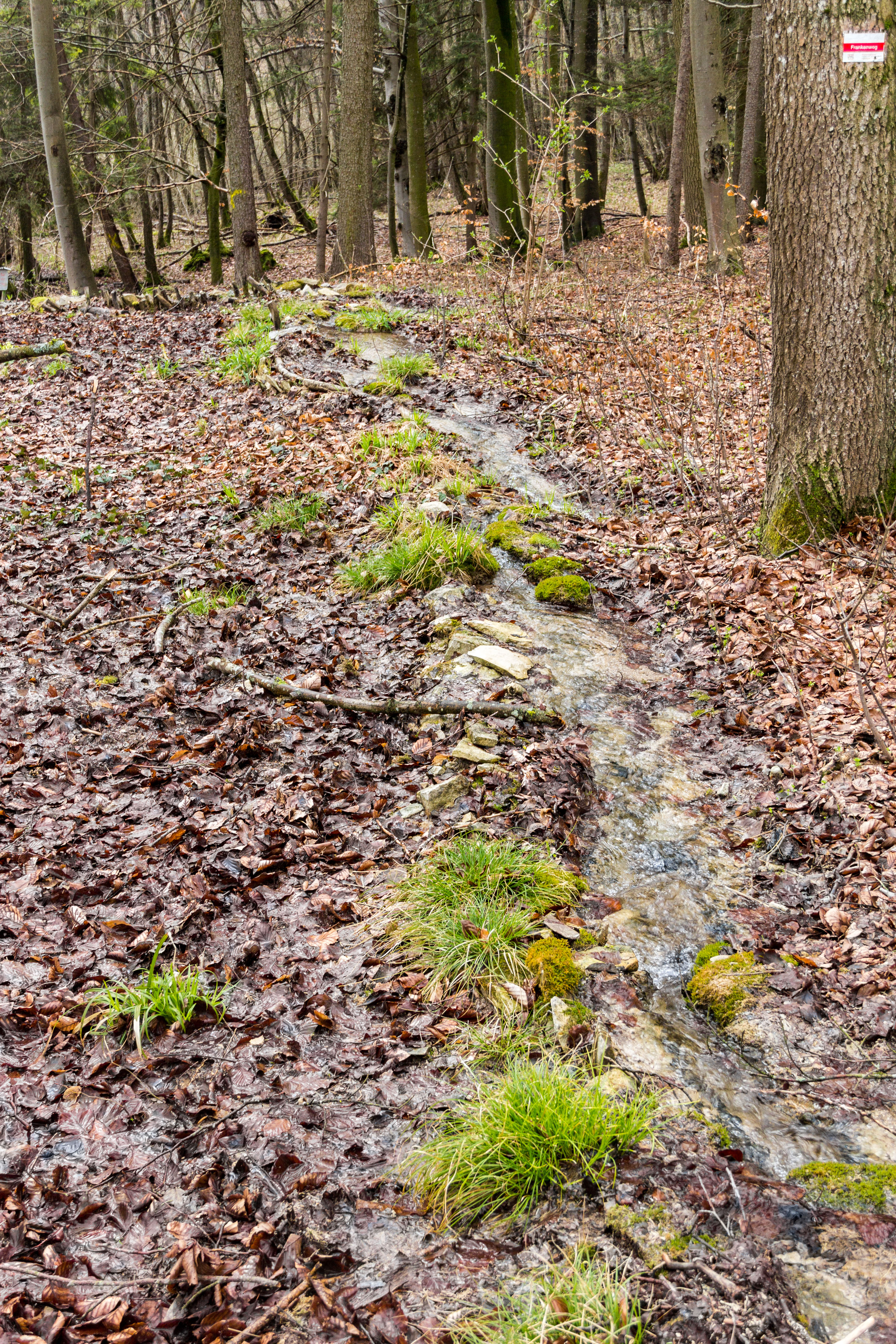
Die Rinne
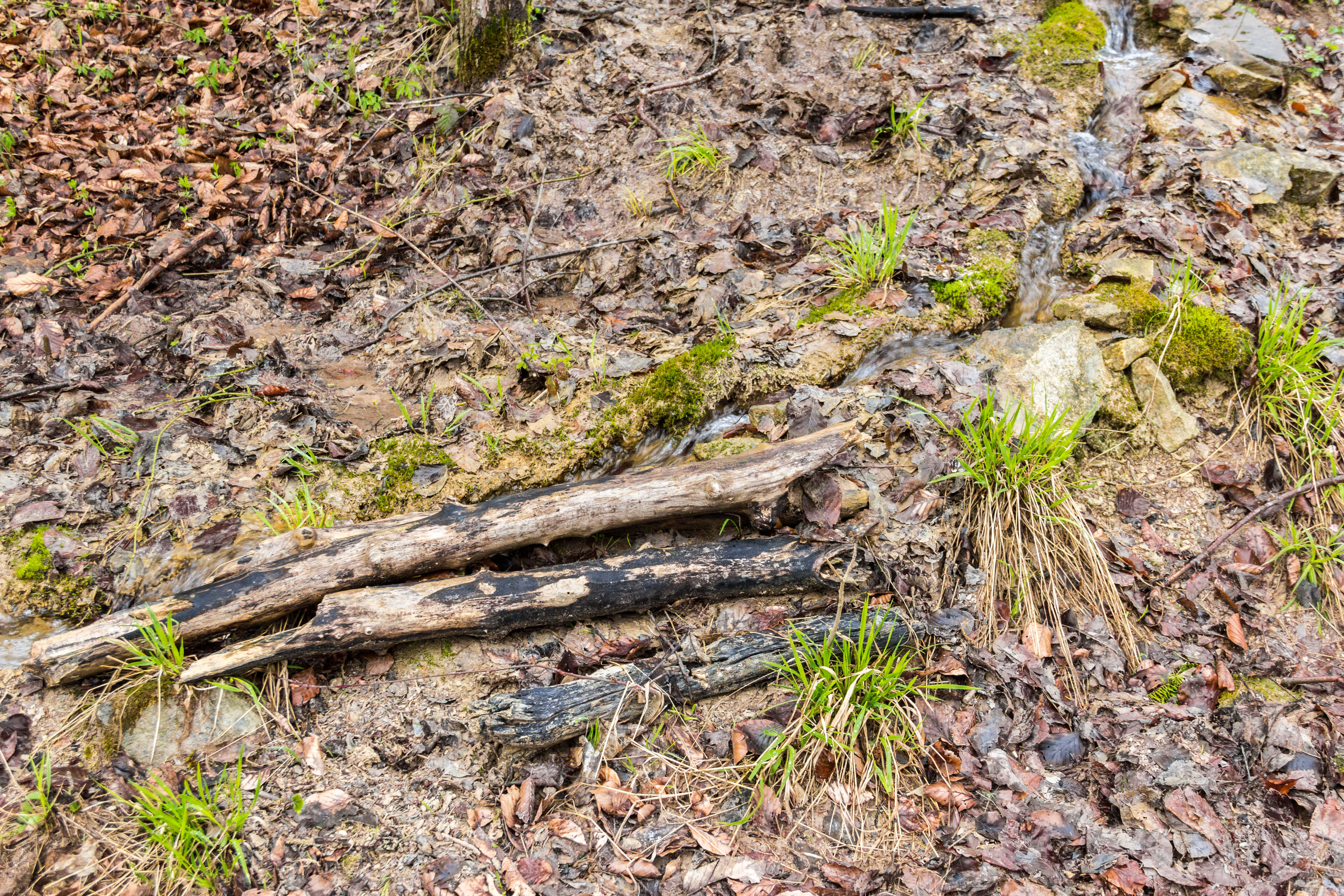
Maßnahme zur Wachstumsbeschleunigung

## Persönlichkeiten
- Emil von Riedel (1832–1906), Politiker und Jurist